# Гольшанський Іван Ольгимонтович
Іван Ольгимонтович Гольшанський (рус. Иван Олкгимонтович, нім. herczog Iwan von Galschan Ougemundes son; пом. пізніш 12 лютого 1401) — зрущений литовський князь, близький соратник й свояк Вітовта, «з руки» якого намісникував у Києві на зламі XIV–XV століть, обіймаючи найпрестижнішу посаду, що її міг посісти не Гедимінович.           

## Життєпис
Уперше він — син балтського нобіля Ольгимонта, власника Гольшан — подибується 29 вересня 1379 року серед найближчих бояр вел. кн. Ягайла, свідків домовлености поміж ВКЛ і Тевтонським орденом об 10-літнім перемир'ї, причім без князівського ще титулу. Навесні 1380 р. Гольшанський взяв участь у з'їзді в Довидішках, на котрім Ягайло уклав договір з хрестоносцями, фактично спрямований проти Кейстута. 
Один з радників великого князя литовського Вітовта: виконував його особисті доручення, супроводжував на коронацію Ягайла до Кракова, знаходився поруч під час затвердження на великокнязівському престолі. Їздив з королівським посольством в Москву (1390) з Софією — дочкою Вітовта, майбутньою дружиною великого князя московського Василя. З 1392 року — входив до складу пани-ради. З 1397 — намісник київський. За добру службу отримав Дубровицьке князівство на річці Горинь (притока Прип'яті, басейн Дніпра).      
1 січня 1401 року та 5 лютого 1401 року підписався на грамотах про підтвердження польсько-литовської (Віленсько-Радомської) унії. Після цього згадок про нього немає.
Одружився з Агрипиною, дочкою великого князя смоленського Святослава Івановича, сестрою дружини Вітовта Анни. Діти:
- Андрій;
- Михайло (?-1433);
- Семен (?-1433);
- Олександр;
- Юліана, з 1418 — дружина Вітовта.